# Król Staten Island
Król Staten Island (ang. The King of Staten Island) – amerykański komediodramat z 2020 roku w reżyserii Judda Apatowa, będący wpół autobiografią znanego w USA komika i aktora, Pete’a Davidsona. Zagrał on w nim główną rolę u boku Marisy Tomei i Billa Burra. Zdjęcia kręcono w Nowym Jorku i okolicach. Film miał premierę 13 marca 2020 roku.

## Fabuła
Scott Carlin jest dwudziestoparoletnim chłopakiem, który z trudem odnajduje swoje miejsce w świecie i nie potrafi w pełni odnaleźć się w otaczającej go rzeczywistości. Po stracie ojca strażaka, który zginął na służbie, razem z mamą i siostrą mieszka na nowojorskim Staten Island, gdzie spędza dnie na włóczeniu się ze znajomymi, robieniu amatorskich tatuaży i paleniu marihuany. Pewnego dnia przez jeden z wybryków w jego życiu pojawia się zainteresowany jego matką mężczyzna, którego zaakceptowanie okaże się dla Scotta równie niełatwe co pomocne w zmierzeniu się ze swoimi problemami.

## Obsada
- Pete Davidson jako Scott Carlin
- Marisa Tomei jako Margie Carlin
- Bill Burr jako Ray Bishop
- Bel Powley jako Kelsey
- Maude Apatow jako Claire Carlin
- Steve Buscemi jako tata
- Pamela Adlon jako Gina
- Kevin Corrigan jako Joe
- Ricky Velez jako Oscar
- Moises Arias jako Igor
- Lou Wilson jako Richie
- Machine Gun Kelly jako właściciel studia tatuażu[1]

## Odbiór

### Reakcja krytyków
Film spotkał się z dobrą reakcją krytyków. W agregatorze recenzji Rotten Tomatoes 75% z 290 recenzji uznano za pozytywne. Z kolei w agregatorze Metacritic średnia ważona ocen z 50 recenzji wyniosła 67 punktów na 100.